# Medetera micacea
Medetera micacea är en tvåvingeart som beskrevs av Friedrich Hermann Loew 1857. Medetera micacea ingår i släktet Medetera och familjen styltflugor. Arten är reproducerande i Sverige. Inga underarter finns listade i Catalogue of Life.